# Sacchetto di carta

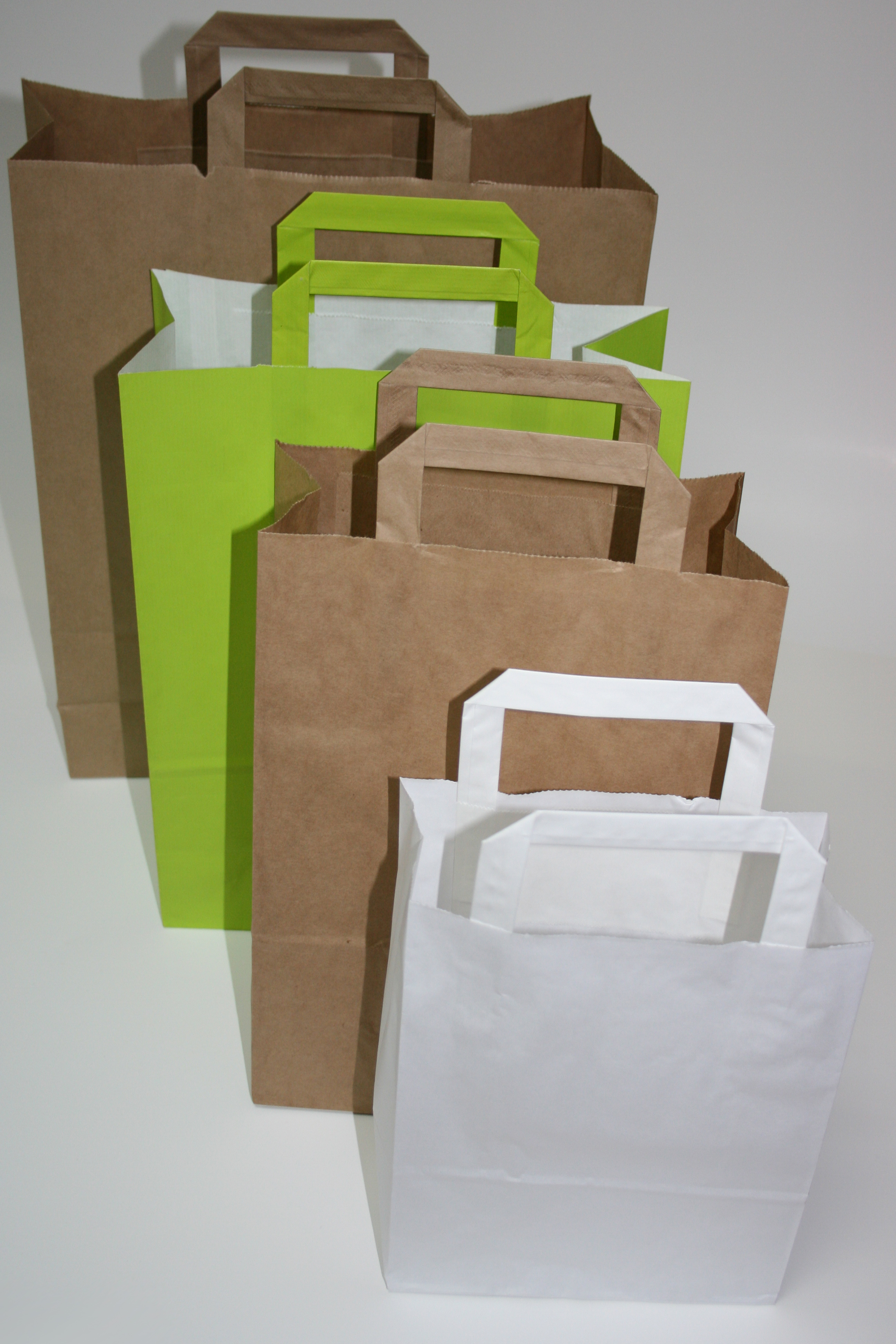
Sacchetti di carta di varie dimensioni

Il sacchetto di carta è un sacchetto fatto di cartone o di carta. I sacchetti di carta sono comunemente usati come buste per la spesa, per gli imballaggi e come contenitori alimentari o industriali.

## Storia

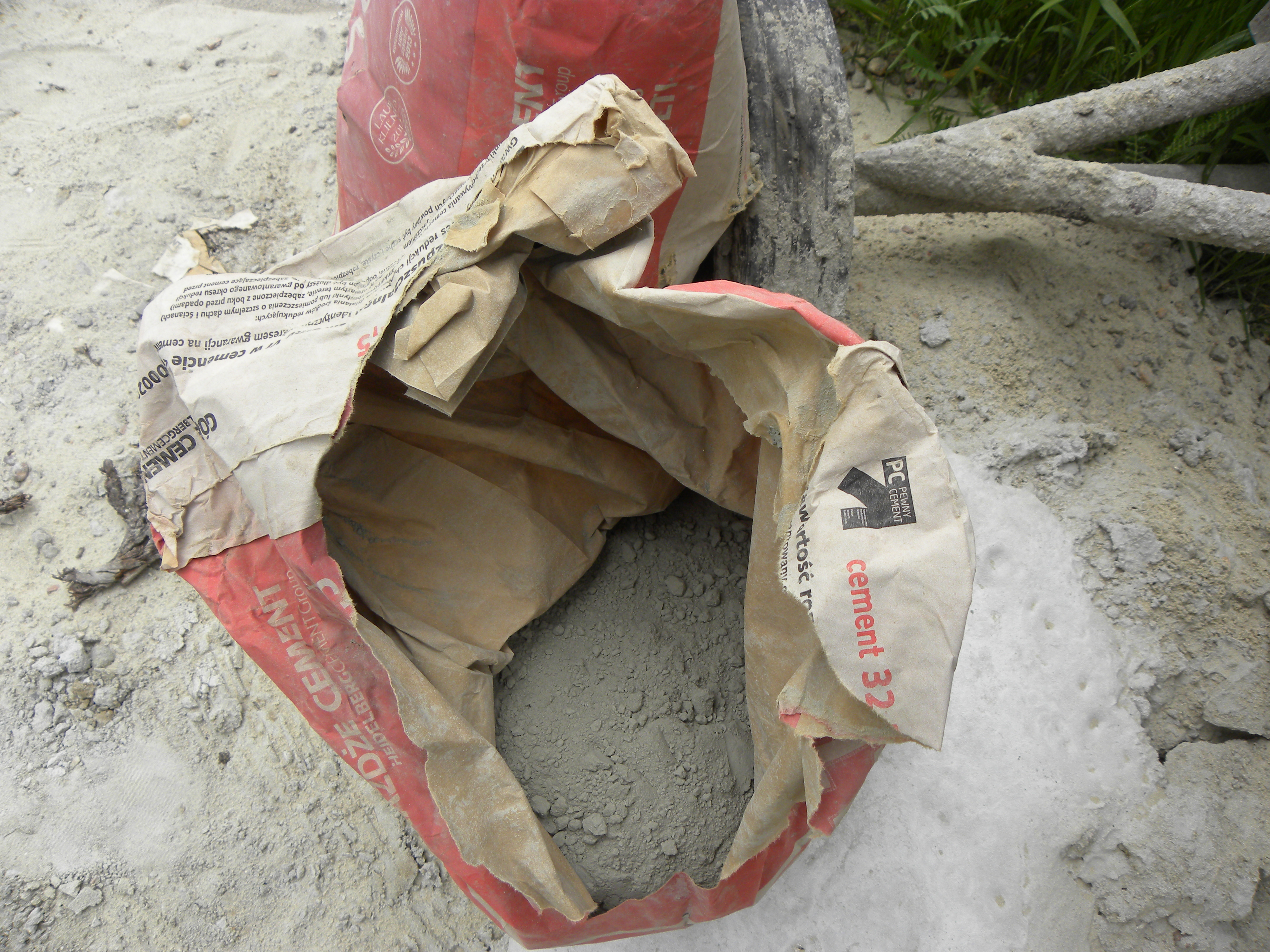
Sacco di carta contenente del cemento

Nel 1852 Francis Wolle, un insegnante di scuola, inventò la prima macchina per produrre in serie sacchi di carta. Wolle e suo fratello hanno brevettato la macchina e fondato la Union Paper Bag Company .
Nel 1883 Charles Stilwell brevettò una macchina che produceva sacchetti di carta a fondo quadrato con i lati pieghettati, rendendoli più facili da piegare e riporre. Questo tipo di sacchetto è diventato noto come SOS o Self-Opening Sack ("Sacco che si apre da sé").

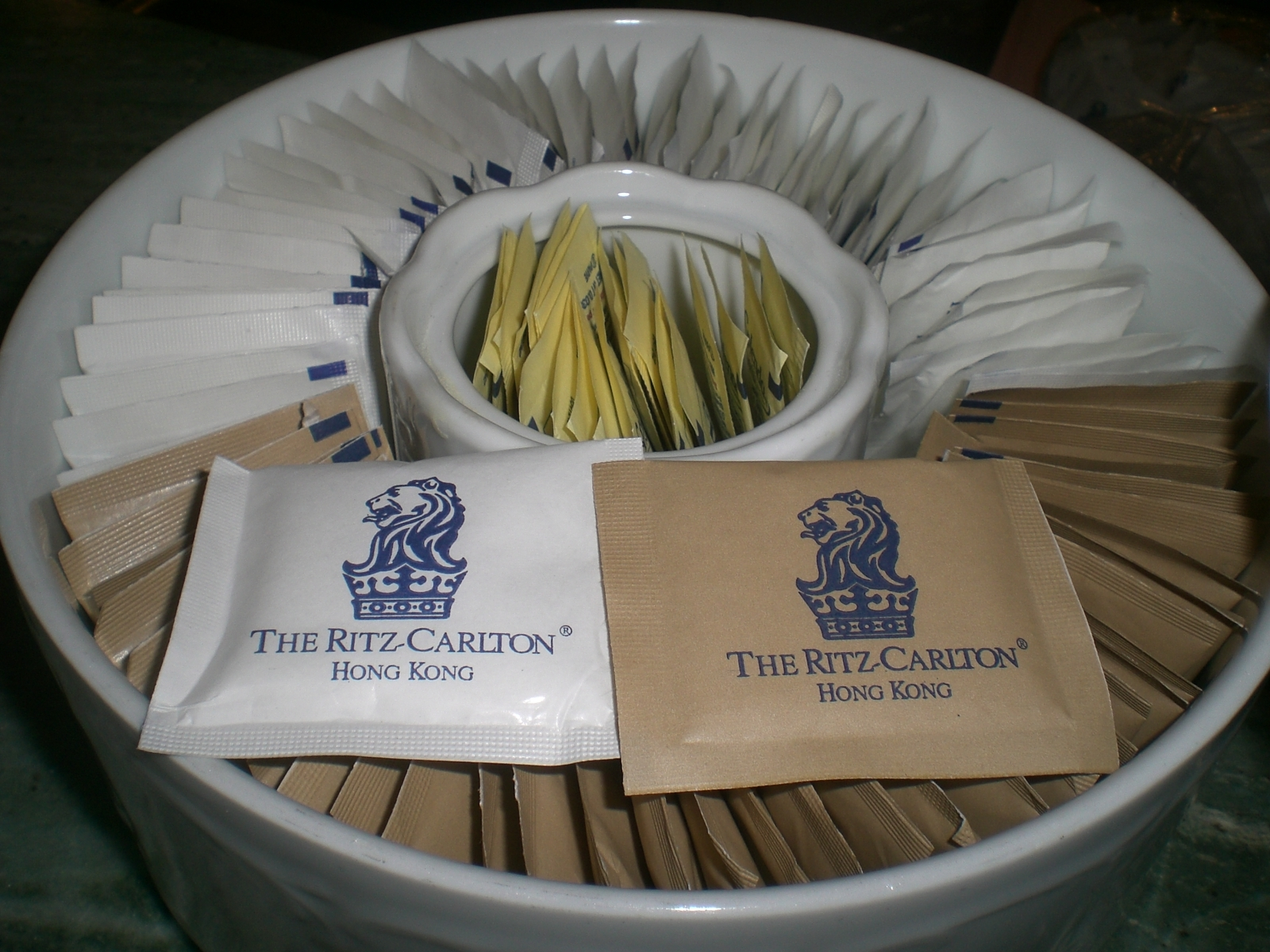
Sacchetti preconfezionati contenenti zucchero

Nel 1912 Walter Deubener, un droghiere di St. Paul nel Minnesota , usava il cordoncino per rinforzare i sacchetti di carta e aggiungere maniglie per il trasporto. Questi "sacchetti della spesa di Deubener" potevano trasportare fino a 75 libbre alla volta e sono diventati abbastanza popolari: nel 1915 ne furono venduti oltre un milione. I sacchetti di carta con le maniglie successivamente sono diventati lo standard per i grandi magazzini e sono stati stampati spesso con il logo del negozio o con i colori del marchio.
I sacchetti di plastica furono introdotti negli anni '70 e, grazie al loro costo inferiore, alla fine sostituirono i sacchetti di carta come busta dove riporre i prodotti per i negozi di alimentari. Con la tendenza a eliminare gradualmente i sacchetti di plastica leggeri, nel 2015 alcuni negozi di alimentari e acquirenti sono tornati ad utilizzare i sacchetti di carta.

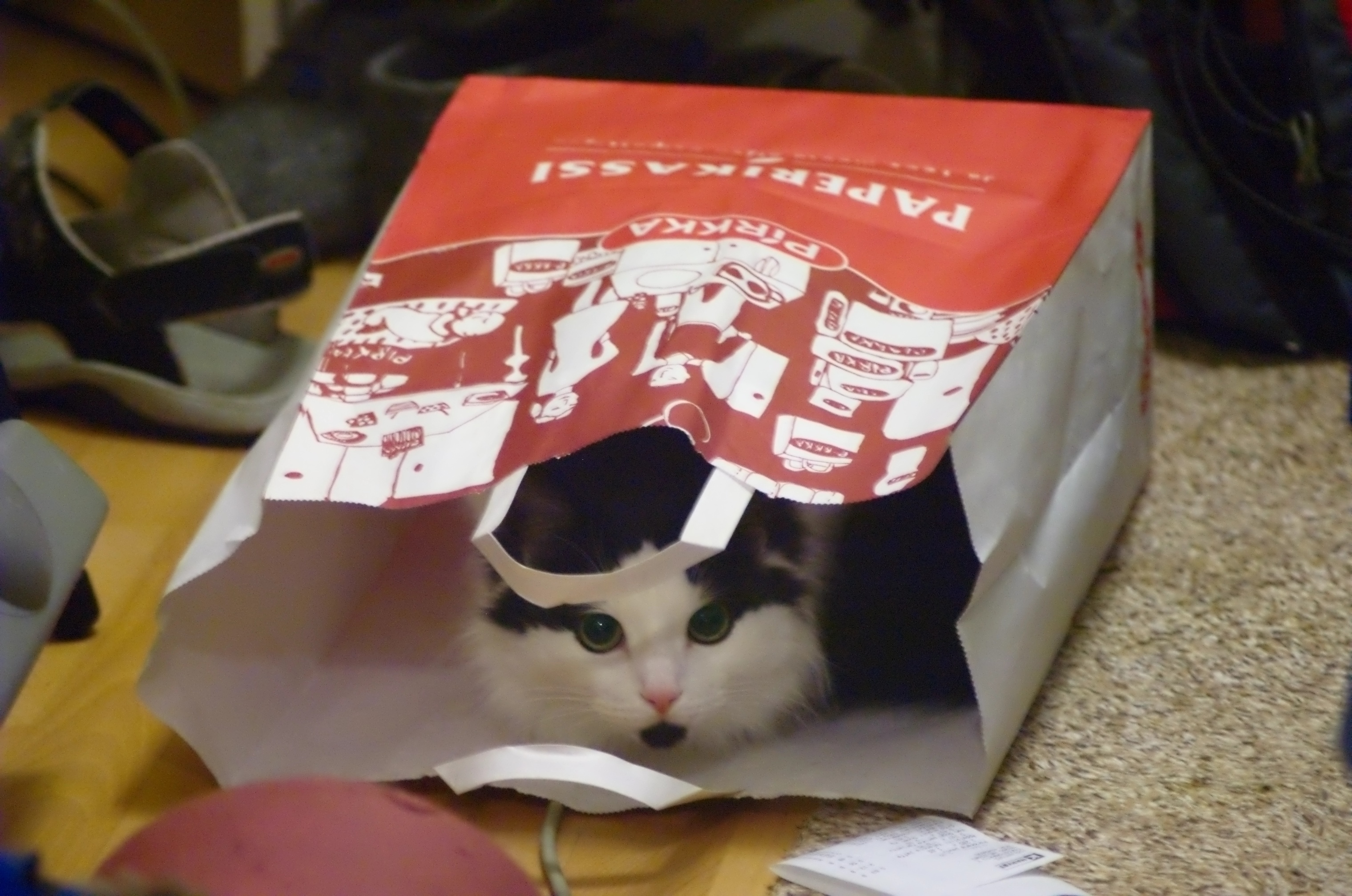
Curiosa immagine di un sacchetto di carta contenente un gatto

Nel 2015, la busta per la spesa di carta più grande del mondo è stata prodotta nel Regno Unito ed ha ottenuto anche la certificazione del Guinness World Records.

## Produzione
I sacchetti standard di carta di color marrone sono fatti con carta Kraft. I sacchetti di carta in stile tote, come quelli usati spesso dai grandi magazzini o come sacchetti regalo, possono essere realizzati con qualsiasi tipo di carta e sono disponibili in qualsiasi colore. I sacchetti di carta possono essere fatti con carta riciclata, con alcune borse che contengono una percentuale minima di carta riciclata.
Possono essere stampate varie decorazioni con la tecnica della litografia nella produzione di sacchetti di carta laminata.